# روکاموریچه
روکاموریچه (به ایتالیایی: Roccamorice) یک کومونه در ایتالیا است که در استان پسکارا واقع شده‌است. روکاموریچه ۲۴ کیلومتر مربع مساحت و ۱٬۰۱۲ نفر جمعیت دارد و ۵۲۰ متر بالاتر از سطح دریا واقع شده‌است.